# زوانیکا
زوانیکا (به بلغاری: Zvanika) یک منطقهٔ مسکونی در بلغارستان است که در استان کرجالی واقع شده‌است.